# Ángel Pestaña
Ángel Pestaña Núñez (Santo Tomás de las Ollas, León, 14 de febrero de 1886-Barcelona, 11 de diciembre de 1937) fue un anarcosindicalista español, secretario nacional de la CNT en varias ocasiones, fundador del Partido Sindicalista y diputado en Cortes Generales por la provincia de Cádiz.

## Biografía

### Primeros años
Nace en Santo Tomás de las Ollas, localidad perteneciente al municipio berciano de Ponferrada, provincia de León. Proveniente de una familia humilde, su infancia se destaca por el abandono de su madre y por los continuos cambios de localidad que realiza con su padre en busca de trabajo. Los esfuerzos por ingresar en la escuela no prosperan y tiene que empezar a trabajar muy joven. A los catorce años muere su padre y se queda huérfano, viéndose en la obligación de tener que ganarse la vida él solo. Con quince años empieza a manifestar su interés por la justicia social, lo que le lleva a ser detenido en Sestao por su participación en una conferencia en defensa de la jornada laboral de ocho horas.

No he recordado nunca lo que en la conferencia dije, pero sí que al retirarme a dormir los serenos me detuvieron, me llevaron a uno de los calabozos de la cárcel de Sestao y me dieron una paliza brutal, hasta hacerme sangrar por la cabeza y producirme cardenales por todo el cuerpo.
Lo que aprendí en la vida, Ángel Pestaña.

Tras este episodio se gana la vida en el norte de España y el Mediodía francés. Durante esta época, conoce a María Espés, su «compañera de fatigas», vuelve a pasar por la cárcel en París y trabaja en numerosos oficios: biselador, temporero en los viñedos, vendiendo confituras o cosiendo suelas de alpargatas. Finalmente se traslada a Argel donde, tras aprender el oficio de relojero, vive de manera más holgada que antes. En Argel tiene noticias de los sucesos de la Semana Trágica de Barcelona, de la muerte de Canalejas y del inicio de la Primera Guerra Mundial. Asimismo en este periodo se inicia en el periodismo, escribiendo su primer artículo para Tierra y Libertad. Tras el estallido de la Primera Guerra Mundial Pestaña se establece en Barcelona, ciudad en la que visita a Anselmo Lorenzo y donde se integra en la vida orgánica de la CNT.

### Militante activo
Una vez asentado en Barcelona se involucra de manera notable en el movimiento obrero. Sigue publicando artículos en Tierra y Libertad y más adelante da conferencias y mítines en sindicatos y ateneos. En 1914 es nombrado delegado para el Congreso Internacional por la Paz convocado en Ferrol. Finalmente este congreso no se realiza, acordando los delegados españoles reorganizar la CNT. A su vuelta a Barcelona toma parte en una serie de mítines y charlas para reorganizar el sindicato profesional de tejedores y tejedoras. Tras un artículo en torno a los sucesos de Cenicero tiene problemas de nuevo con la justicia y marcha a Francia para no ser encarcelado. De Francia es expulsado y tiene que volver a Barcelona, donde se oculta hasta que una amnistía le permite volver a la vida pública.
En 1916, tras un mitin en el que se declara una huelga de albañiles y peones, es encarcelado y pasa tres meses en prisión. A su salida se le nombra administrador de Solidaridad Obrera. A finales de este año se declara una huelga general de veinticuatro horas, lo novedoso de esta es que es la primera que se declara conjuntamente entre la UGT y la CNT. Una vez finalizada, Pestaña acude junto a Salvador Seguí y Ángel Lacort como parte de la delegación de la CNT para tratar con la UGT la realización de un movimiento mayor. Fruto de este encuentro la Confederación y la Unión acaban firmando un pacto de colaboración que desencadenará la huelga general de 1917. En los preparativos y durante la misma, Pestaña se reúne con diferentes dirigentes de partidos y sindicatos: Largo Caballero, Pablo Iglesias, Macià o Marcelino Domingo. Al finalizar, Pestaña se esconde en un pueblo de Aragón durante un mes, tras lo cual vuelve a Barcelona. Una vez en la Ciudad Condal es nombrado director de Solidaridad Obrera. Este periódico, portavoz oficial de la CNT estaba atravesando una crisis muy importante: el mantenimiento del periódico no estaba asegurado y se le acusaba de aceptar dinero del espionaje alemán. En esta situación se reúne una comisión para darle solución, es de esta comisión de la que sale Pestaña director del diario. Bajo su dirección, el periódico realiza una campaña muy ofensiva contra la fuerza local de la policía, acusando a su líder, el jefe de policía Manuel Bravo Portillo, de estar a sueldo de la Alemania imperial.

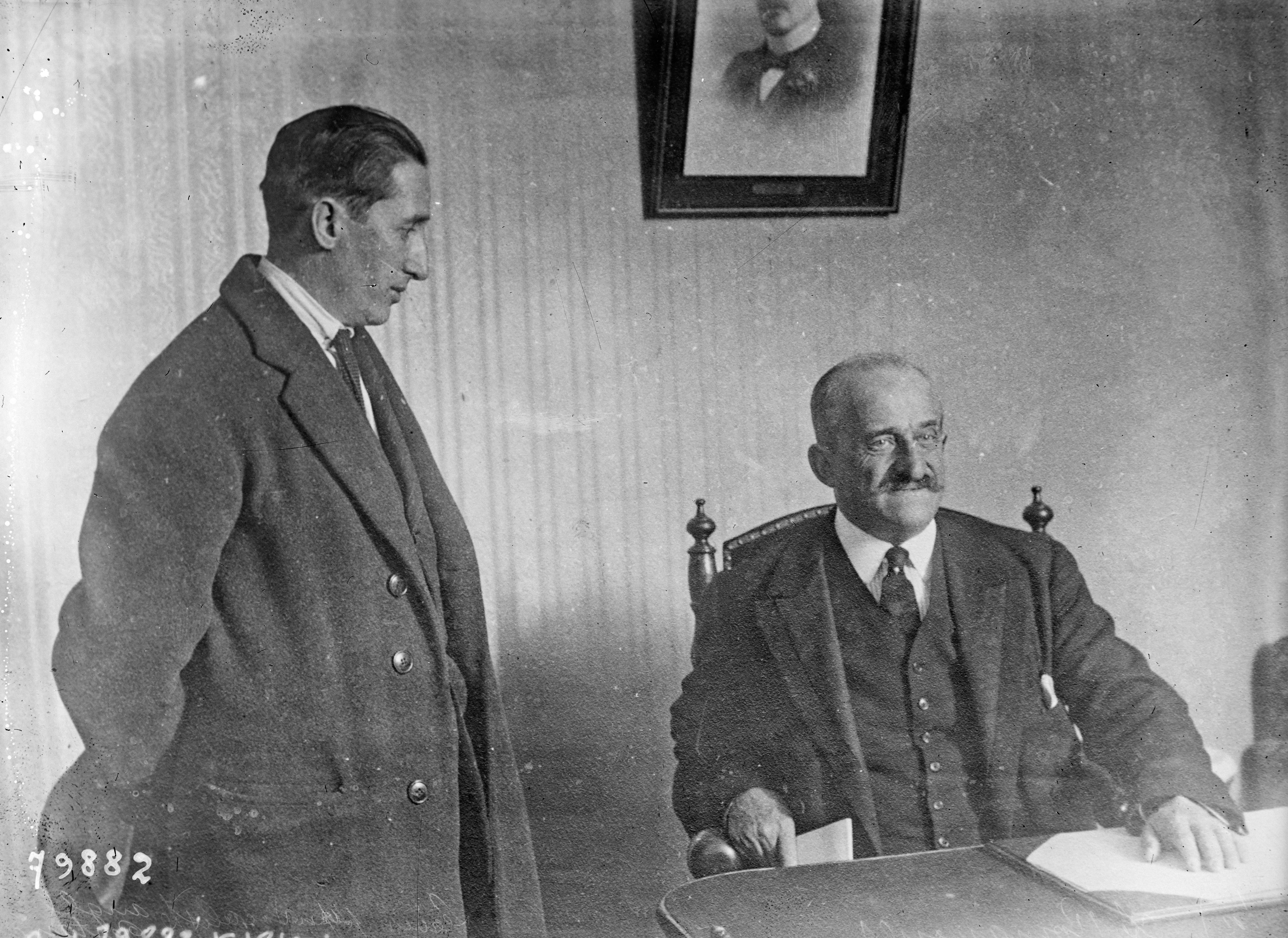
Pestaña durante una reunión con el conde de Romanones.

Toma parte en el congreso regional de Sants de 1918 donde se acuerda el cambio de sociedades por el sindicato único, forma orgánica que más tarde usaría toda la Confederación. En abril de 1919, después de que la huelga de La Canadiense sacudiese Cataluña, es arrestado y detenido, pasando la CNT a la clandestinidad. En octubre del mismo año pronuncia en el Ateneo Sindicalista, el Teatro de la Comedia y la Casa del Pueblo de Madrid conferencias sobre el sindicalismo catalán junto a Seguí. En diciembre participa, aunque de manera secundaria a causa de una enfermedad, en el Congreso del Teatro de la Comedia de Madrid. En este congreso se debate sobre las relaciones con la UGT, el comunismo libertario como fin o la adhesión provisional a la III Internacional. También se designan tres delegados para acudir al II Congreso de dicha internacional, siendo Pestaña uno de ellos y el único en alcanzar la Rusia soviética. Tras preparar el viaje y atravesar varios países europeos, Pestaña consigue llegar a Rusia en 1920. Durante esta visita conoce y trata con algunos dirigentes bolcheviques, entre ellos Vladimir Lenin, León Trotski o Grigory Zinoviev, y con el pensador anarcocomunista Piotr Kropotkin. A lo largo de las sesiones Pestaña defiende las posturas de la CNT, aunque entiende que el congreso estaba preparado de tal manera que los acuerdos estuviesen tomados de antemano. En diciembre, a su regreso a España, y tras pasar otra temporada en prisión, escribe un elaborado y detallado informe en desacuerdo con el ejecutivismo bolchevique totalitario de la Revolución rusa. Este informe, opuesto a Hilario Arlandis y en consonancia con el que escribe a su vez Gaston Leval, es vital para el distanciamiento de la CNT con la órbita soviética.
Junto a Salvador Seguí, Pestaña se opone a los actos terroristas defendidos y realizados por otros miembros de la CNT. Aunque durante la época álgida del terrorismo gubernamental Pestaña se encuentra en la cárcel, en agosto de 1922 es víctima de un intento de asesinato tras un mitin en Manresa (Barcelona). Mientras se recupera en el hospital grupos de pistoleros hacen guardia para matarlo, ante este hecho Indalecio Prieto intercede ante el gobierno de Sánchez Guerra, lo cual propicia la destitución de Severiano Martínez Anido y Arlegui y la suspensión de la legislación que permitía el asesinato de sindicalistas. Se entrevista con Albert Einstein cuando este visita Barcelona el 27 de febrero de 1923, tras una conferencia en la Real Academia de Ciencias y Artes. Después de que Seguí caiga víctima de un asesinato, Pestaña pasa a ser la principal figura de la CNT.

### De la dictadura de Primo de Rivera a la II República

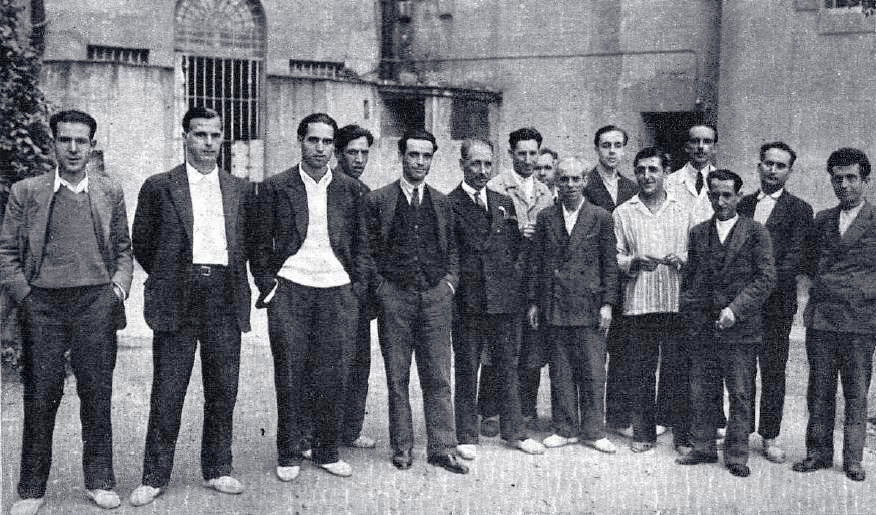
Ángel Pestaña en la Cárcel Modelo de Barcelona junto a otros presos políticos, entre ellos Lluís Companys, en 1930.

Durante la dictadura la actividad de la CNT se reduce en gran medida. Esto es debido a varios factores, se pueden nombrar la clandestinidad a la que fue sometida en algunas temporadas, el exilio de miles de afiliados o la colaboración de la UGT con el gobierno, primando la acción de esta. Es encarcelado en 1924 tras los sucesos de Vera de Bidasoa y el asesinato del verdugo de Barcelona, y pasa dos años en prisión. Lo más destacado de esta época son los debates que entablará con otros miembros de la organización como Peiró o Abad de Santillán. Estos debates tienen como eje central la legalización de los sindicatos y las tácticas a seguir: por un lado Pestaña plantea la legalización de los sindicatos dentro del margen que daba la dictadura, por el contrario, Peiró y Abad de Santillán, consideran que esta legalización conllevaría la renuncia de principios básicos de la confederación. Esta disputa es causa de la destitución del Comité Nacional de la CNT.Después de la caída de Primo de Rivera, en la dictablanda de Berenguer, Pestaña se entrevista con el general Mola. En esta entrevista se trata el tema de la legalización de la CNT y la orientación que esta tendría una vez legalizada, este encuentro lo registraría Mola en su libro Lo que yo supe. En 1930 en el ambiente de agitación que se desarrolla en España vuelve a entrar preso numerosas veces, una de ellas junto con Companys, Ramón Franco y Juan Lluhí entre otros.

### Segunda República y Guerra Civil

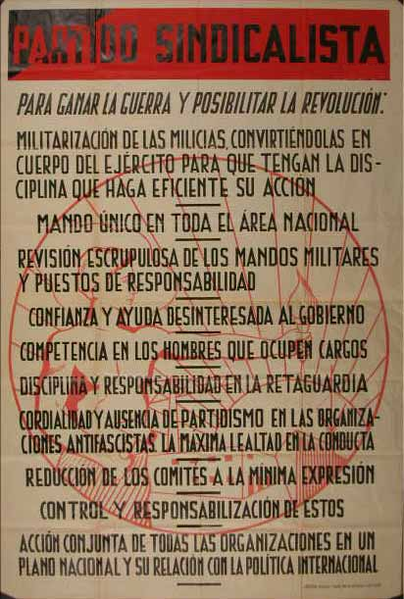
Afiche del Partido Sindicalista durante la guerra civil

El 14 de abril se proclama la Segunda República Española, la noche del mismo día Macià intenta que Pestaña entre en el "gobierno catalán", ofrecimiento que declina. Como miembro del comité nacional de la CNT inaugura el congreso extraordinario, del Conservatorio, que se celebra ese mismo año. En agosto del mismo año aparece el Manifiesto de los Treinta firmado, junto a otros 29 cenetistas, por Pestaña. Este manifiesto tiene una gran importancia dentro de la organización pues dio paso a importantes debates internos: liderando el ala reformista Pestaña y Peiró y el netamente anarquista Durruti y García Oliver, y que desencadenó una escisión en la misma que duró hasta 1936. El año 1932 es importante en su vida política pues va siendo desplazado dentro de la confederación en favor de personas de tendencia faísta: a principios de 1932 es duramente recriminado por una carta escrita a Azaña, en marzo cesa en el cargo de secretario general y a finales del mismo año es expulsado de la CNT. Hacia estas fechas colabora con textos para la revista valenciana Orto. Dentro del debate entre la CNT y los Sindicatos de Oposición funda, junto a otros cenetistas afines como Juan Peiró o Juan López, la Federación Sindicalista Libertaria (FSL) de la que es el primer secretario. En esta época empieza a alertar contra el fascismo que ya da muestras de su fuerza en Italia, Francia o Alemania. Paradójicamente por esas fechas mantiene una entrevista con José Antonio Primo de Rivera por insistencias de este. En la entrevista exponen sus puntos de vista, Pestaña comprende que no son compatibles y el asunto no irá a más.
En 1934, comienza su última etapa política. Se da de baja en la FSL y funda el Partido Sindicalista.
Durante los dos años que hay entre la fundación y el comienzo de la Guerra Civil el partido se adhiere al Frente Popular y obtiene dos escaños, Zaragoza y Cádiz, en las elecciones de 1936. Al comienzo de la guerra civil se encuentra en Barcelona, donde es detenido por una patrulla de soldados sublevados y encerrado en el edificio de la universidad hasta que la lucha cesa en la ciudad. Durante la guerra es nombrado subsecretario general de Guerra, se le ofrece una cartera ministerial por la CNT, que rechaza, y posiblemente otra en julio de 1937. Defenderá la idea de «la guerra, lo primero», la militarización de las milicias y mantener las instituciones republicanas en la medida de lo posible. Fallece el 11 de diciembre de 1937 en Barcelona, tras sufrir un periodo de enfermedad y debilitamiento físico; poco antes había reingresado en la CNT. A su entierro asistieron personalidades como Indalecio Prieto, Diego Martínez Barrio, Lluís Companys, Julián Zugazagoitia y Joan Casanovas.

## Obras
Ángel Pestaña escribió varias obras, entre ellas:
- Lo que aprendí en la vida.
- Terrorismo en Barcelona.[65]
- Setenta días en Rusia. Lo que yo vi.[66]
- Setenta días en Rusia. Lo que yo pienso.[67]
- Consideraciones y juicios acerca de la III Internacional.
- Por qué se constituyó el Partido Sindicalista.